# Алламон
Алламо́н (фр. Allamont) — коммуна во французском департаменте Мёрт и Мозель, региона Лотарингия. Относится к  кантону Конфлан-ан-Жарнизи.	

## География
Алламон	расположен в 31 км к западу от Меца и в 60 км к северо-западу от Нанси. Соседние коммуны: Бренвиль на востоке, Лабёвиль на юго-востоке, Мулотт и Арвиль на юго-западе, Вилле-су-Паре и Паре на западе.

## История
В 1811 году к Алламону была присоединена соседняя деревня Домпьерр.

## Демография
Население коммуны на 2010 год составляло 136 человек.
| 1962 | 1968 | 1975 | 1982 | 1990 | 1999 | 2010 |
| ---- | ---- | ---- | ---- | ---- | ---- | ---- |
| 166  | 136  | 124  | 112  | 136  | 109  | 136  |